# Cinéma en plein air
Pour drive-in, voir ciné-parc.

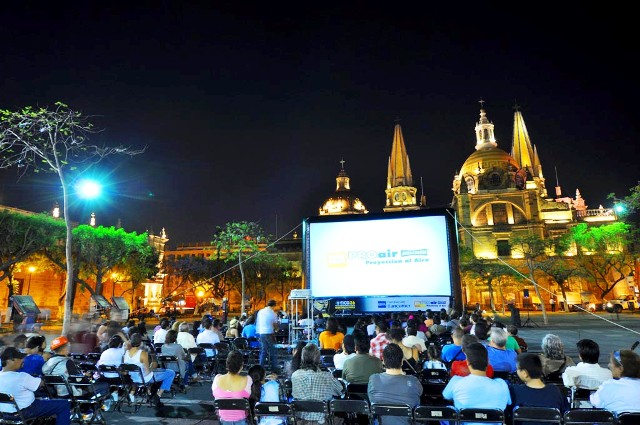
Cinéma en plein air à Mexico.

On désigne habituellement sous le terme cinéma en plein air toute activité de projection de films effectuée en plein air, que cette activité soit payante ou gratuite. De très nombreux festivals proposent de telles séances en plein air, souvent dans un cadre culturel de découverte de films de genre ou populaires. Pour des raisons pratiques évidentes (confort des spectateurs, météo favorable, tourisme), le cinéma en plein air se pratique principalement en été.
Un cinéma en plein air est composé d’un projecteur digital ou analogique, et d’une arche en aluminium ou d'un écran gonflable ainsi que d'une sonorisation.

## Drive-in

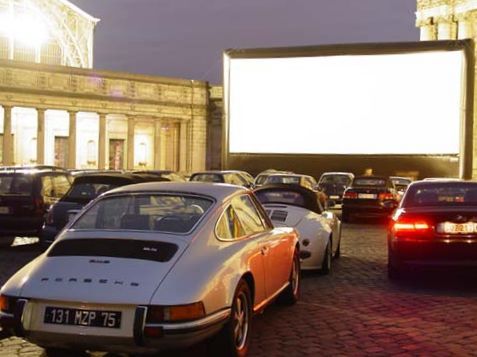
Drive-in avec un écran gonflable.

Un drive-in, ou ciné-parc au Québec, est un cinéma en plein air où les gens assistent au spectacle depuis leur voiture.